# 283 TCN
283 TCN là một năm trong lịch La Mã.